# Republica (métro de Bucarest)
Pour les articles homonymes, voir Republica.
Republica, en français République, est une station de métro roumaine de la ligne M1 du métro de Bucarest. Elle est située boulevard Basarabia dans le quartier Pantelimon, Sector 3 de la ville de Bucarest. Elle dessert notamment la gare ferroviaire de Titan Sud,
Elle est mise en service en 1981.
Exploitée par Metrorex elle est desservie par les rames de la ligne M1 qui circulent quotidiennement entre 5 h 0 et 23 h 0 (heure de départ des terminus). Terminus des circulations régulières de la ligne, un service de navettes permet la desserte de la station suivante de Pantelimon. Une gare ferroviaire, une station du Tramway de Bucarest et un arrêt de bus, sont situés à proximité.

## Situation sur le réseau
Établie en souterrain, la station Republica  dispose d'une plateforme composée d'un quai central encadré par les deux voies de la ligne M1 du métro de Bucarest, elle est située entre les stations Costin Georgian, en direction de Dristor 2, et  la station Pantelimon terminus et dépôt de la ligne.

## Histoire
La station de terminus « Republica » est mise en service le 28 décembre 1981, lors de l'ouverture du tronçon, long de 10,1 kilomètres, de Timpuri Noi à Republica. 
Le 15 janvier 1990, la ligne est prolongée sur 1,43 kilomètre pour rejoindre la nouvelle station de Pantelimon qui est le terminus et le dépôt de la ligne. Néanmoins Republica est le terminus de presque toutes les rames des circulations ordinaires car ce prolongement à voie unique n'est utilisé que par les rames qui rentrent au dépôt. La desserte régulière de Pantelimon est assurée par une navette qui circule uniquement entre les deux stations.

## Service des voyageurs

### Accueil
La station dispose d'une bouches rue Lucrețiu Pătrășcanu. Des escaliers, ou des ascenseurs pour les personnes à mobilité réduite, permettent de rejoindre la salle des guichets et des automates pour l'achat des titres de transport (un ticket est utilisable pour un voyage sur l'ensemble du réseau métropolitain).

### Desserte
À la station Republica, la desserte quotidienne débute avec le passage des rames parties des stations terminus à 5 h 0 et se termine avec le passage des dernières rames ayant pris le départ à 23 h 0 des stations terminus.
Republica est le terminus de l'ensemble des rames du service régulier, seules celles qui rentrent au dépôt transportent des voyageurs jusqu'à Pantelimon. La desserte de Pantelimon est assurée par un service de navettes entre Republica et Pantelimon.

### Intermodalité
À côté de la station se trouve la gare ferroviaire de Titan Sud, desservie par des trains voyageurs Transferoviar Grup de la relation Titan Sud - Olteniţa.
Le Tramway de Bucarest dispose à proximité  de la station Republica, desservie par les lignes 36, 46 et 56. Il y a également un arrêt d'autobus (ligne N109).